# The Beastly Bombing
The Beastly Bombing oder A Terrible Tale of Terrorists Tamed by the Tangles of True Love ist eine 2006 uraufgeführte Operette in zwei Akten von Julien Nitzberg und Roger Neill. Die Uraufführung fand im Steve Allen Theater in Los Angeles statt.

## Handlung
Das Musical The Beastly Bombing handelt von vier Terroristen, den zwei Neonazis Patrick und Frank sowie den Al-Kaida-Mitgliedern Abdul und Khalid. Sie verfolgen unabhängig voneinander das gleiche Ziel: die Brooklyn Bridge in die Luft zu sprengen. Bei ihrem Vorhaben treffen die beiden unterschiedlichen Gruppierungen aufeinander. Da der Plan misslingt, flüchten alle vier und begegnen dabei den medikamentenabhängigen Zwillingsschwestern Clarissa und Elyssa. Die Schwestern sind aus einer Reha-Klinik entflohen und entpuppen sich als die Töchter des US-Präsidenten. Alle sechs werden von der Polizei verhaftet und ins Gefängnis gebracht. Im Gefängnis konsumieren sie Ecstasy und untereinander entbrennen Liebesbeziehungen. Als ein pädophiler Priester ebenfalls in der Gefängniszelle landet, traut er die Paare und gibt ihnen den kirchlichen Segen. Die Zwillingsschwestern befürchten, dass ihr Vater sie finden könnte, sind aber begeistert, in New York City zu sein.

### 1. Akt
Die Geschichte beginnt mit den zwei weißen Rassisten, Patrick und Frank. Sie haben beschlossen, ihre Unzufriedenheit mit der Regierung durch Sprengung der Brooklyn Bridge zum Ausdruck bringen. Zur gleichen Zeit flüchten Clarissa und Elyssa nach New York. Bei ihrem Weg durch den Washington Square Park begegnen sie einem Drogendealer. Als sie gefragt werden, welche Drogen sie glücklich machen würden, beginnen sie zu singen „We Like Mushrooms“.
Nach der Ankunft auf der Brooklyn Bridge suchen Patrick und Frank einen geeigneten Platz um ihre Bombe zu platzieren. Bei ihrem Vorhaben bemerken sie die beiden Al-Qaida-Terroristen Abdul und Khalid, die mit der gleichen Absicht auf die Brücke gekommen sind. Die beiden Gruppen bekämpfen sich nun auf der Brücke, bis die Bombe in den East River stürzt und es dabei zu einer harmlosen Detonation im Wasser kommt.
Als Polizeisirenen in der Ferne erklingen, flüchten die vier Terroristen gemeinsam von der Brücke. Verärgert beschuldigt Abdul Patrik und Frank ohne Grund die Brooklyn Bridge in die Luft zu sprengen. Sowohl Patrick als auch Abdul erklären, ihre Motive in dem Lied „Our Ideology“. Während Patrick und Abdul singen, erkennen beide, dass sie gleichermaßen die Juden und die vermeintliche ZOG hassen. Durchnässt und gejagt von den Klängen der Sirenen rennen sie von der Brücke in ein Bekleidungsgeschäft nach Brooklyn, um neue Kleidung zu finden. Im Geschäft stellt sich heraus, dass es von einem Juden geführt wird, dennoch kaufen sie die Kleidung dort und verkleiden sich als chassidische Juden um einen Konflikt mit der Polizei zu umgehen.
Patrick und Abdul beschließen gemeinsam und ohne Beteiligung ihrer jeweiligen Partner einen neuen Plan auszuarbeiten. Frank und Khalid singen, von der Planung ausgeschlossen, miteinander für die Achtung ihrer jeweiligen Terrorbewegung das Lied The Song of the Sensitive White Supremacist.
Augenblicke später treffen die Zwillinge Clarissa und Elyssa auf der Flucht vor der Polizei mit den vier verkleideten chassidischen Juden zusammen. Die Zwillingsschwestern verstecken ihre Drogen bei ihnen. Als die Polizei eintrifft werden alle zusammen verhaftet und kommen ins Gefängnis.
Im Gefängnis verweigert die Polizei den Männern die Nahrung, da sie kein koscheres Essen haben. Die hungernden Männer nehmen ein paar Pillen, die die Mädchen hineingeschmuggelt haben, und von denen sie ausgehen, dass es Speed ist. Augenblicke später sehen sie aus ihrem Zellenfenster und sind überrascht, dass die Brooklyn Bridge gesprengt wurde.
Im Weißen Haus singt Präsident Dodgeson über seinen großen Mut und über die Information, dass die Brücke gesprengt wurde. Gleichzeitig wird er informiert, dass seine Töchter aus der Reha geflohen sind und nicht gefunden werden können.

### 2. Akt
Im Gefängnis haben die Drogen, die allerdings kein Speed, sondern Ecstasy waren, begonnen zu wirken. Daraufhin verlieben sie sich in der Gefängniszelle ineinander und singen The People Who Loves Like Us. Unter dem Einfluss der Drogen bilden sich Paare unter den sechs Gefangenen, unter anderem Frank mit Clarissa, Khalid und Elyssa sowie Patrick und Abdul, und sie bekennen ihre Liebe zueinander.
Als ein neuer Gefangener in die Zelle gebracht wird, verrät er ihnen in dem Song The Morals Of Society, dass er ein Priester ist, der durch eine engstirnige Gesellschaft und durch seine Liebe zu kleinen Jungen festgenommen worden ist. Der Priester ist einverstanden die Paare aus der Gefängniszelle zu trauen, jedoch kommt Augenblicke später der Secret Service und holt die Töchter des Präsidenten, samt den frisch angetrauten Ehemännern und deren Freunde Patrick und Abdul, aus dem Gefängnis.
Im Weißen Haus ist derweil Präsident Dodgeson entschlossen, Rache für die gesprengte Brücke zu üben. Seine Mitarbeiter behaupten das die Attentäter Saudis waren, doch der Präsident singt von seiner Liebe für das House of Saud, bevor er nach dem Zufallsprinzip entscheidet den Tschad zu bombardieren.
Die beiden Töchter und ihre Freunde werden zum Präsidenten gebracht, während dieser darüber informiert wird, dass ein seltsames U-Boot im East River aufgebracht und die Matrosen in das Weiße Haus gebracht werden. Sehr zur Überraschung des Präsidenten sind die Matrosen nicht aus dem Tschad, sondern sind extrem alte Japaner, die seit 1944 auf einer Mission sind, um die Brooklyn Bridge zu bombardieren. Ihnen war nicht bewusst, dass der Zweite Weltkrieg vorbei ist, und sie sind glücklich, endlich ihre Mission erreicht zu haben. Sie singen Back in 1944.
Da die Bomben in Richtung Tschad fliegen, leitet der Präsident diese nach Japan um. Als er das seinen Vertrauten erzählt, eilen diese davon und lassen ihn allein mit den Terroristen zurück. Abdul und Patrick sind begeistert über die Chance jetzt etwas größeres, als die Sprengung einer Brücke tun zu können, die Ermordung des Präsidenten. Jedoch sind Khalid und Frank, jetzt als Schwiegersöhne des Präsidenten, damit nicht einverstanden.
Als Patrick und Abdul den Präsidenten töten wollen, stoppt sie Khalid und bittet den Präsidenten, seine Politik im Nahen Osten zu erklären. Der Präsident gesteht Ihnen ein Geheimnis: Vor Jahren als junger Mann, wurde der Präsident wegen Trunkenheit am Steuer festgenommen. Im Gefängnis traf er ein Mitglied der Nation of Islam, das ihn in den Koran einführte. Als er Mohammeds Geschichte als mächtiger Krieger mit vielen Frauen hört, konvertiert der Präsident heimlich zum Islam.
Als die Bomben über Japan explodieren, kommt es zu freudigen Umarmungen unter den Beteiligten, während der Präsident singt. Im Show-Finale, erzählt er seiner erweiterten Familie in dem Song The Still is Love, dass egal wie schlimm es kommt, die Familienliebe immer einen Platz hat. Alle, mit Ausnahme der unglücklichen Japaner, leben danach glücklich und zufrieden.

## Die Lieder im Musical
- A Delightful little Bomb
- We Like Mushrooms
- Our Ideology
- Song of the secular Jews
- The Song of the Sensitive White Supremacist
- Forgiveness is nice
- The Bravest President
- My Savior Did Appear
- The Morals Of Society
- Hous of Saud
- ZOG has Lost
- The Still is Love